# Wolfen
Wolfen var en stad fram till den 30 juni 2007 och är numera stadsdel (ortsteil) i staden Bitterfeld-Wolfen i förbundslandet Sachsen-Anhalt, Tyskland. Staden Wolfen hade 24 908 invånare 2007.

## Historia
Wolfen är känd som kemistad då staden utvecklades till stora delar tack vare filmfabriken, Filmfabrik Wolfen, som Agfa startade här 1909. I Wolfen uppfanns färgfilmen 1936. Patentet beslagtogs 1945 av amerikanska trupper och gavs till den amerikanska koncernen Kodak.
Efter andra världskriget fortsatte filmproduktionen under det sovjetiska styret. 1953 blev företaget Agfa ett statligt ägt företag i DDR under namnet VEB Film- und Chemiefaserwerk Agfa Wolfen. 1964 fick företaget namnet ORWO. 1994 gick företaget slutligen i konkurs då man inte kunde konkurrera med andra filmtillverkare.